# Ľudovít Štrompach

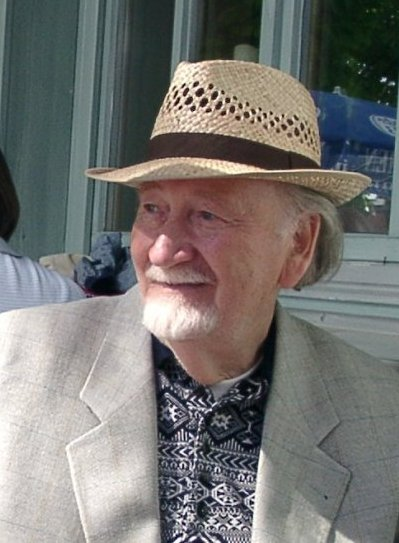
Ľudovít Štrompach in München

Ľudovít Štrompach (* 23. Juni 1923 in Budapest; † 5. März 2009 in Bratislava) war ein slowakischer Maler und Restaurator für Gemälde und Skulpturen.

## Leben

### Herkunft und Familie
Štrompach wuchs in Budapest, Bojnice und Nováky auf. Seine Familie stand über mehrere Generationen in Diensten der Grafen Pálffy. 1946 zog er mit seiner Frau Magdaléna Štrompachová aus Budapest nach Prag und in den fünfziger Jahren in die Slowakei. 

### Studium
Von 1942 bis 1946 studierte Štrompach an der Országos Magyar Királyi Képzőművészeti Főiskola (Königliche Ungarische Akademie der Bildenden Künste) in Budapest bei Gyula Rudnay und 1947 in Prag auf VSVU bei Ján Želibský.

### Schaffen und Wirken
Štrompachs Schaffen befasst sich insbesondere mit Personen und Darstellungen aus den Städten Prag, Budapest in Ungarn, Wien in Österreich, München und Garmisch-Partenkirchen in Deutschland, wo viele Bilder und Grafiken entstanden. Aus seiner Prager Periode stammen die Bilder Verschneites Prag oder Karlsbrücke sowie eine Vielzahl von Familienporträts, die sich heute überwiegend in Bratislava befinden. Seine Bilder befinden sich außerdem auch in der Slowakischen Nationalgalerie in Bratislava, in der Galerie In Banská Bystrica, im Slowakischen Nationalmuseum in Bojnice, in der Povazska Galerie und in der Nationalgalerie in Prag. Außer seinem eigenen Schaffen widmete er sich der Restaurierung. Strompach beteiligte sich an der Restaurierung der Burg Orava, der Burg Krásna Hôrka, der Burgen in Holíč und Bytča, der Kirchen in Pôtor, Liptovská Teplá, Liptovská Lubča und weiteren. Anfang der 1980er-Jahre wirkte Strompach auch an der Restaurierung sakraler Werke der Piaristenkirche in Prievidza sowie der Kirche St. Bartholomäus mit.
1956 hat er auf dem Schloss Bojnice eine Galerie gegründet, die er selbst zusammengestellt hat. Mit seiner Frau Magdaléna Štrompachová gründete er in Prievidza, Slowakei am 15. März 1963 die erste Schule für darstellende Kunst. Mehrere seine Schüler sind Künstler, darunter auch seine beiden Söhne Peter und Ľudovít Štrompach jr.

## Familie
- Vater Jozef Štrompach, Kunsttischler
- Mutter Petronella, geb. Heiszter
- Ehefrau Magdaléna Štrompachová, Malerin für Gemälde
- Tochter Monika Strompach, Pianistin
- Tochter Mgr. Marie Štrompachová, Musikwissenschaftlerin
- Sohn Peter Štrompach, Maler für Gemälde
- Sohn Ľudovít Štrompach jr., Maler für Gemälde